# جزيرة بوين
بوين آيلاند

بوين آيلاند بالإنجلزية(Boyne Island)هي مدينة بكوينزلاند بأستراليا, على بعد 25 كم

جزيرة بوين

 إلى الجنوب من جلادستون Gladstone, وهي تقع على الضفة الغربية لنهر بوين, كما أنها تشكل مدينة توأم مع مدينة رمال تانوم (تانوم ساندس)Tannum Sands التي تقع مباشرة بجوار النهر, غي تعداد عام 2006 بلغ عددد سكانها 3687 نسمة, المدينة سُميت بسبب نهر بوين الذي يجاورها والذي سُمي أيضاً بواسطة جون أوكسلي عام 1823, الجزيرة بالأساس كانت لرعي الأغنام ثم أعقب ذلك الزراعة والصيد وصناعة الأخشاب, الآن أكبر مصنع صهر للألمنيوم بأستراليا موجود شمال المدينة مفصول عنها بمنطقة عازلة.
المصدر: مترجم من Boyne Island